# Жидичинський Свято-Миколаївський монастир
Жидичинський Свято-Миколаївський монастир (Жидичинський монастир Святителя Миколая Чудотворця) — чоловічий православний монастир у селі Жидичин Ківерцівського району Волинської області. Уперше згадується в Іпатіївському літописі 1227 року у зв'язку з приїздом князя Данила Романовича. Належить до Волинської єпархії Православної церкви України.

## Історія

### Православний період
Заснування монастиря пов'язане з легендою, що християнські місіонери отримали відмову від місцевого князя-язичника в заснуванні церкви, але святий Миколай, з'явившись їм уві сні, порадив створити храм на пагорбі, де вони заночували.
Про те, що монастир у Жидичині існував вже у 975 році, є свідчення в одній із редакцій василіянських хронік. Згідно документів, настоятель монастиря Анект дарує книгу, очевидно Євангеліє, церкві в Жидичині. Існування на Волині православного монастиря ще до офіційного Хрещення Русі пояснюється діяльністю на цих теренах Моравської єпархії, якою керували просвітителі слов'ян Кирило і Мефодій. Межі єпархії проходили по руслу річки Стир, на якій розташований Жидичинський монастир.
Першою письмовою літописною згадкою про монастир у Жидичині є запис у Галицько-Волинському літописі: «У рік 6735 [1227]… Коли ж сидів Ярослав [Інгварович] у Луцьку, поїхав Данило в Жидичин поклонитися і помолитися святому Миколі. І звав його Ярослав до Луцька, і сказали йому бояри його: «Візьми Луцьк, схопи тут князя їх». Але він, [], відповів: «Я приходив сюди молитву вчинити святому Миколі і не можу сього вдіяти». І пішов він у Володимир". Проте, вважається, що ще до виникнення спільножитійного монастиря в Жидичині, поблизу ремісничого поселення Скуделичі, несли послух ченці-самітники.
У ХІІІ ст. у монастирі несли послух близько 80 ченців, яких через кілька років вирізали татари. Відроджувати святиню лишилися троє монахів. І вже за певний період Жидичинський монастир охоплював понад 10 сіл і містечок. З XVI ст. походить «поминальник луцького й володимирського князя Федора Любартовича» (помер 1431 року), який зберігався в монастирі. У 1429 році в Луцьку відбувся з'їзд правителів європейських держав. Частину його учасників приймав Жидичин. 1496 року на Волинь увірвалися кримські татари на чолі з синами хана Менґлі-Ґерая і спалили монастир, пізніше його було відбудовано коштом місцевої шляхти.
4 грудня 1507 року король надав Жидичинський монастир Костянтину Івановичу Острозькому правом «доживоття» (поміщицької власності, право на яку передавалося по чоловічій лінії.
Архімандритом монастиря був Йоан Борзобагатий-Красенський у 1569—1582 роках (отримав посаду від короля Сигізмунда ІІ Августа 26 грудня 1569 року).
З відома луцького старости, католика Олександра Семашка підстароста Щенсний Ґаленський 18 травня 1591 року напав і пограбував Жидичинський монастир, збирав мито від купців, які приїхали на місцевий ярмарок.
У XVII ст. Жидичинський монастир за своїми статками й значенням для Київської митрополії вважався другим після Києво-Печерської лаври.

### Греко-католицький період
10 травня 1618 року правитель Республіки Обох Націй Сигізмунд ІІІ Ваза доручив митрополиту Йосифові Велямину Рутському представити кандидатуру нового намісника обителі після смерті попередника — Гедеона Балабана. Після нього архимандритом в 1619 році був призначений Йосиф Баковецький-Мокосій — колишній секретар короля Сигізмунда ІІІ, який приступив до роботи 18 вересня 1626 року.
У XVII столітті, за часів Петра (Могили), монастир перейшов до греко-католиків, які привнесли у його життя свій устрій. Монастир підпорядкувався чернечому Чину Василіян. Намісник монастиря греко-католицький митрополит Яків Суша у 1644 році писав тут книгу «Фенікс»(«Phoenix tertiato redivivus»), де зібрав чудеса біля Холмської чудотворної ікони Божої Матері.
Владика Йосиф (Левицький) розгорнув у Жидичині велике будівництво. Поруч із церквою постав архієрейський палац, будинок семінарії, келії, господарські приміщення, два флігелі, а весь комплекс оточено високим валом. Василіяни розвинули садівництво і городництво, дбали про розвиток освіти, вели хроніки.

### Римо-католицький період
Після третього поділу Речі Посполитої у 1795 році російська імператриця Катерина ІІ обмежила діяльність Василіянського Чину, в тому числі й монахів Жидичинського монастиря. Царським указом 1826 р. монастир розформували, закрили, а через три роки імператор Олександр І передав його будівлі римо-католикам. У 1839 р. монастир остаточно припинив існування, частину будівель і мурів розібрали, а цеглу перевезли до Ківерців для будівництва залізничного вокзалу.

### Монастир у XIX—XX столітті
Після ліквідації обителі будівлі були напівзруйнованими, але 1894 р. опіку над ними узяв архієпископ Житомирський і Волинський Модест. Він вирішив відновити будинок і повернути йому початкове призначення. Колишній палац був відновлений, а через чотири роки в ньому було освячено домовий храм на честь віленських мучеників Антонія, Йоана і Євстафія. Під час Першої світової війни 1914 року в будівлі розташовувався штаб 11-го Ізюмського полку. Після війни, коли волинські землі увійшли до складу Польщі, споруда стала сиротинцем — єдиним опікунським закладом на Волині, у якому викладання велося українською мовою. Лише на початку 30-х років ХХ ст. це місце знову зайняли господарі. Православний митрополит Полікарп (Сікорський) організував тут свою резиденцію, так звані архієрейські палати. У 1936 р. під його керівництвом у Жидичині працювала комісія з перекладу Святого Письма.
У часи Другої світової війни тут розміщався притулок для сиріт, який утримували місцеві жителі, а з 1947 року діяла сільська школа. Після того як у 1990-му вона перейшла в нове приміщення, палац митрополитів — пам'ятка архітектури національного значення — знову почав поступово руйнуватися.

### Відновлення монастиря
На початку ХХІ ст. за відродження обителі взялася Українська православна церква Київського патріархату. Навесні 2003 р. у Свято-Троїцькому соборі з благословення митрополита Якова (Панчука) єпископ Чернігівський і Сумський Михаїл постриг у ченці з ім'ям Марко випускника Волинської духовної семінарії Михайла Левківа (нині — єпископ Кіровоградський і Голованівський ПЦУ), якого через кілька місяців Священний Синод призначив намісником обителі. Коли отець Марк прийшов у ці руїни, тут вже був один насельник на ім'я Костянтин. Він уподобав Жидичинську обитель, створив тут елементарні умови для життя. Для Костянтина цей монастир став останнім притулком. На початку відродження обителі самітник помер від раку, похований на Київщині.
З 2008 р. намісником Жидичинського монастиря є ігумен Константин (в миру — Марченко Іван Васильович, 1980 р.н.). Сьогодні тут живе близько десятка ченців, є послушники, які випробовують свою готовність до чернечого подвигу. Насельники самі обробляють землю, проводять ремонтні роботи. Монастирський комплекс перебуває під охороною держави як пам'ятка архітектури. Ченцям вдалося відреставрувати приміщення архієрейських палат, облаштувати в них келії, трапезну і домову церкву св. прп. Миколи Святоші. При монастирі діє бібліотека з доступом для мирян, недільна школа «Промінчик», культурологічна світлиця, молодіжне братство «Мирт», хор «Воскресіння», просвітницько-видавничий центр св. прп. Миколи Святоші, князя Луцького, музей історії обителі. Щороку проводяться наукові Жидичинські Миколаївські читання. Запланована побудова соборного храму в ім'я Успіння Пресвятої Богородиці (нижній престол) та Воскресіння Христового (верхній престол).
Почалося відновлення монастирських скитів, які раніше оточували монастир. Відбудовано скит св. Духа з однойменною церквою, жіночий скит Петра і Павла, ведеться відбудова скиту в ім'я ікони Божої Матері «Живоносне Джерело» між селами Жидичин і Липляни.
У лютому 2019 року церковна громада Свято-Миколаївського храму перейшла до Православної церкви України. На той час у Жидичині ще з початку 1990-х років було дві конфесії: Московського (МП) та Київського патріархату (КП). Прихильники новоствореного Київського патріархату не мали повноцінного доступу до церкви. Наприклад, священник МП не дозволяв відспівувати там померлих зі своїм священиком. У ніч з 22 на 23 лютого 2019 року настоятель Свято-Миколаївського храму протоієрей Володимир Гелета відкрив прицільний вогонь з вогнепальної зброї по людях, які охороняли храм. Також тієї ж ночі була спроба підпалу господарських споруд з живим поголів'ям на території монастирської економії, проте пожежу селяни загасили власними силами. Настоятелем релігійної громади Святителя Миколая Чудотворця ПЦУ було призначено архімандрита Константина.
У лютому 2020 року випадково було віднайдено крипту монастиря під церквою, до якої облаштовано вхід.

## Святині монастиря
Копія чудотворної ікони св. Миколая, найбільша святиня монастиря, виконана в XVII ст., яка зберігалася у Жидичинському монастирі з часів Київської Русі. Саме до неї, як пише Іпатіївський літопис, 1227 року приїздив на поклоніння князь Данило Галицький. У монастирі зберігається також часточка мощей Святителя Миколая Мирлікійського, на честь якого освячено головний храм. Щочетверга в монастирі звершується акафіст перед його мощами та чудотворною іконою.
Ікона преподобного Агапіта, лікаря і чудотворця Києво-Печерського, що зберігається в домовому храмі монастиря з часточкою мощей Агапіта.
Ікона Матері Божої «Жидичинська», прикрашена позолоченою оправою, датована початком XVIII століття. 
Копія чудотворної ікони «Всецариця», оригінал якої зберігається на горі Афон. Їй, як і оригінальній іконі, приписується зцілення від ракових захворювань. Щонеділі в Свято-Миколаївському монастирі звершується Акафіст до Всецариці перед її іконою.
У Свято-Миколаївському Жидичинському монастирі в 2020 році братією обителі також було віднайдено усипальницю з останками похованого там духовенства. Її підземні ходи були відомі місцевим жителям, але особливого значення їм не надавалося. Під час радянського панування усипальнця була понівечена та розграбована. За Московського патріархату її забетонували. Волонтерами та братією монастиря усипальницю відновлено в 2020 році.

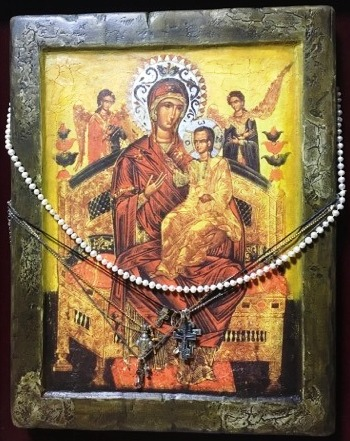
Ікона Всецариці Жидичинського монастиря
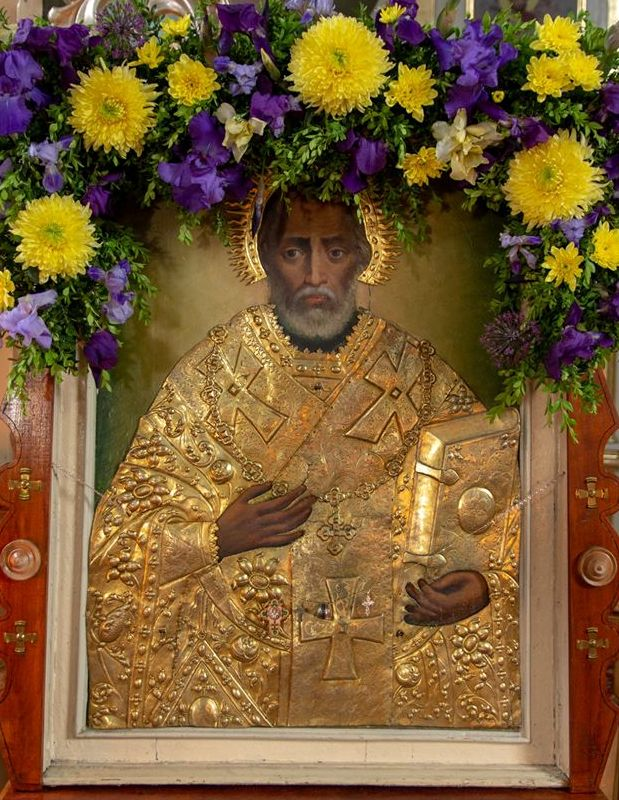
Чудотворна ікона Миколая у Жидичині
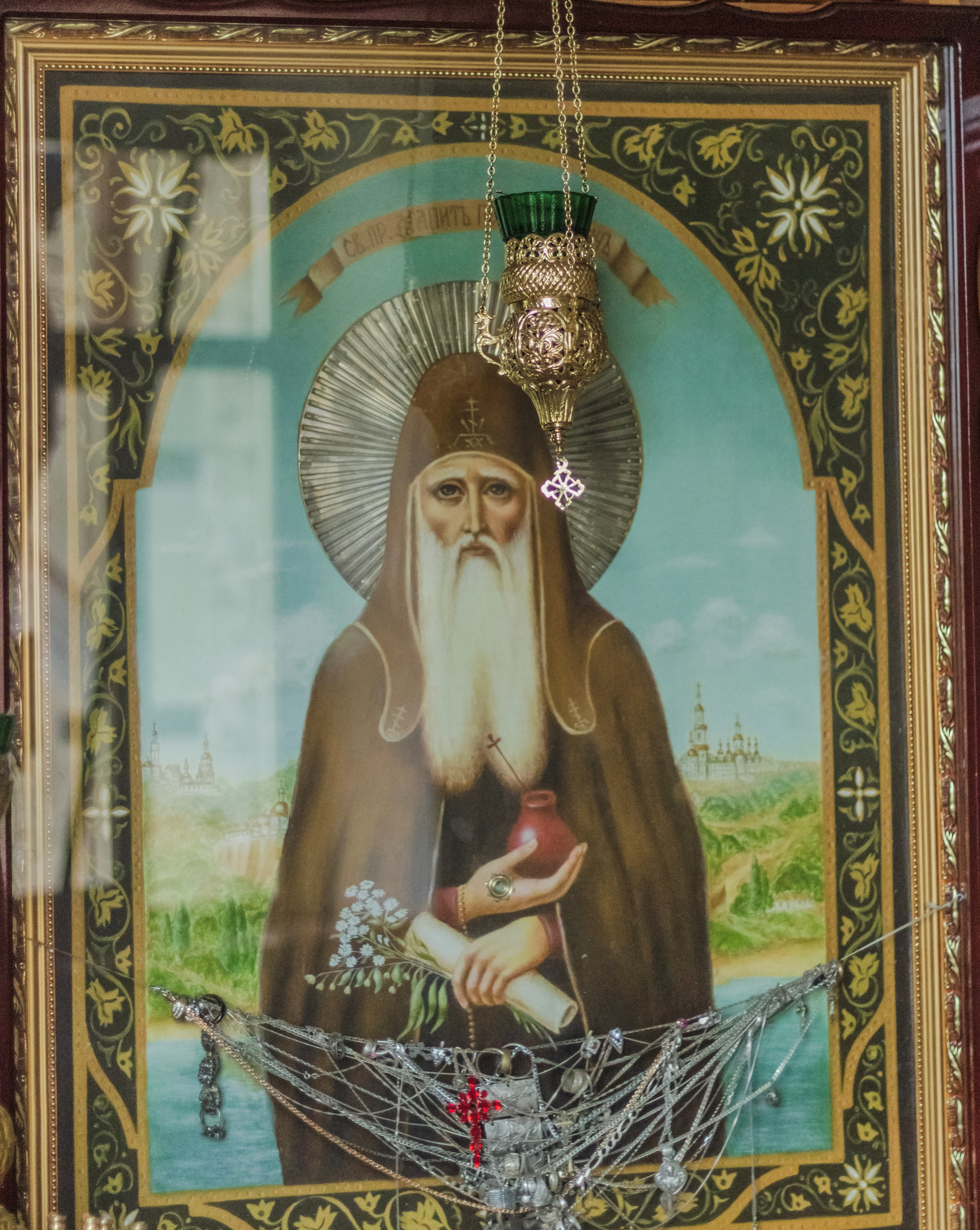
Чудотворна ікона преподобного Агапіта
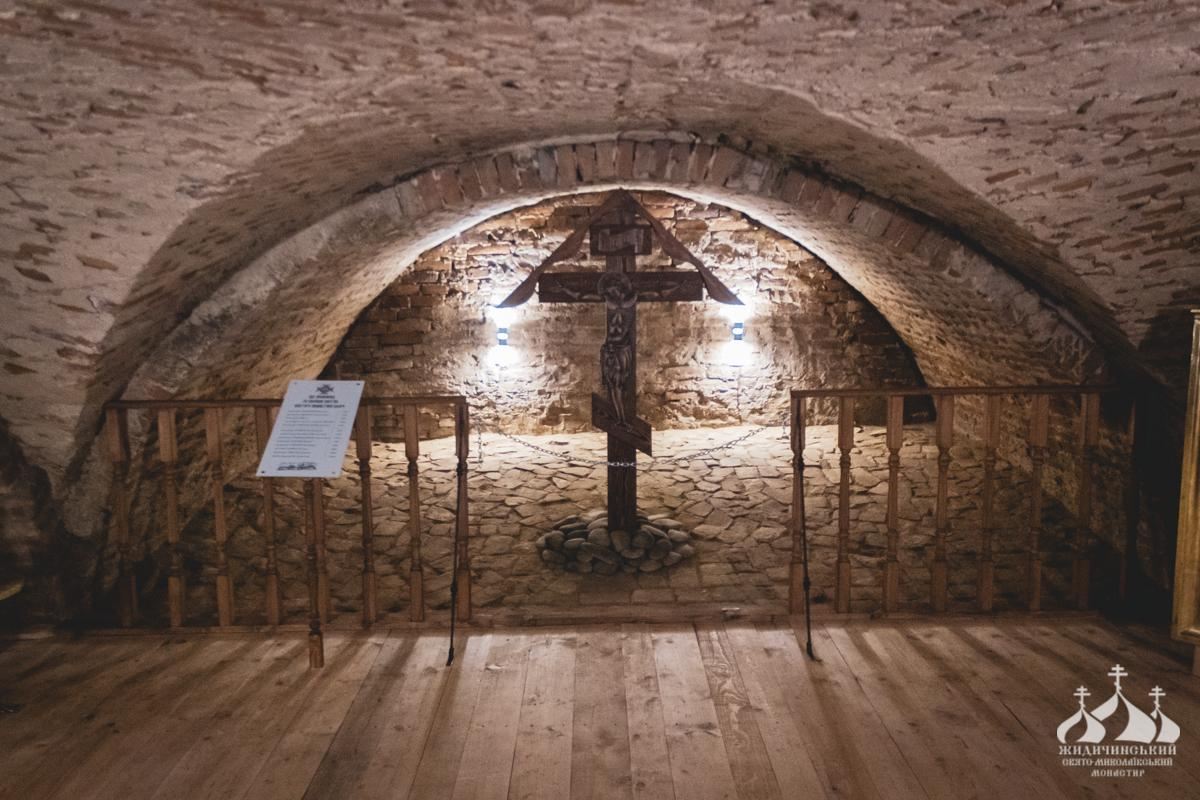
Монастирська усипальниця у Жидичинській обителі

## Скити монастиря
Скит Святого Духа — заснований у 2010 році на пагорбі «Святий дух», який вважається першим місцем розташування Свято-Миколаївського Жидичинського монастиря. Містить храм Святого Духа, дві каплички і три келії. Братія розводить голубів, які здавна слугують символом Святого Духа.
Скит ікони Божої Матері «Живоносне джерело» — на пагорбі річки Стир між селами Жидичин і Липляни у 2011 році братією було закладено скит на честь ікони Божої Матері «Живоносне джерело». Назва вибрана також через наявність неподалік пагорба джерела.
Петро-Павлівський жіночий скит — розміщений у селі Липляни, що за 3 км від Жидичина. Понад 300 років ця територія не мала православного храму й за ініціативи братії Жидичинського монастиря тут у 2015 році організовано скит. У селі вшановується священномученик Мирон, який у часи політичних репресій Радянської доби був засуджений до розстрілу за знайдені в нього Євангеліє та хрест. На його честь у Липлянському скиту в 2020 році встановлено Миронівський поклонний хрест. При скиту діє недільна школа, несуть послух черниці, облаштовано сквер.

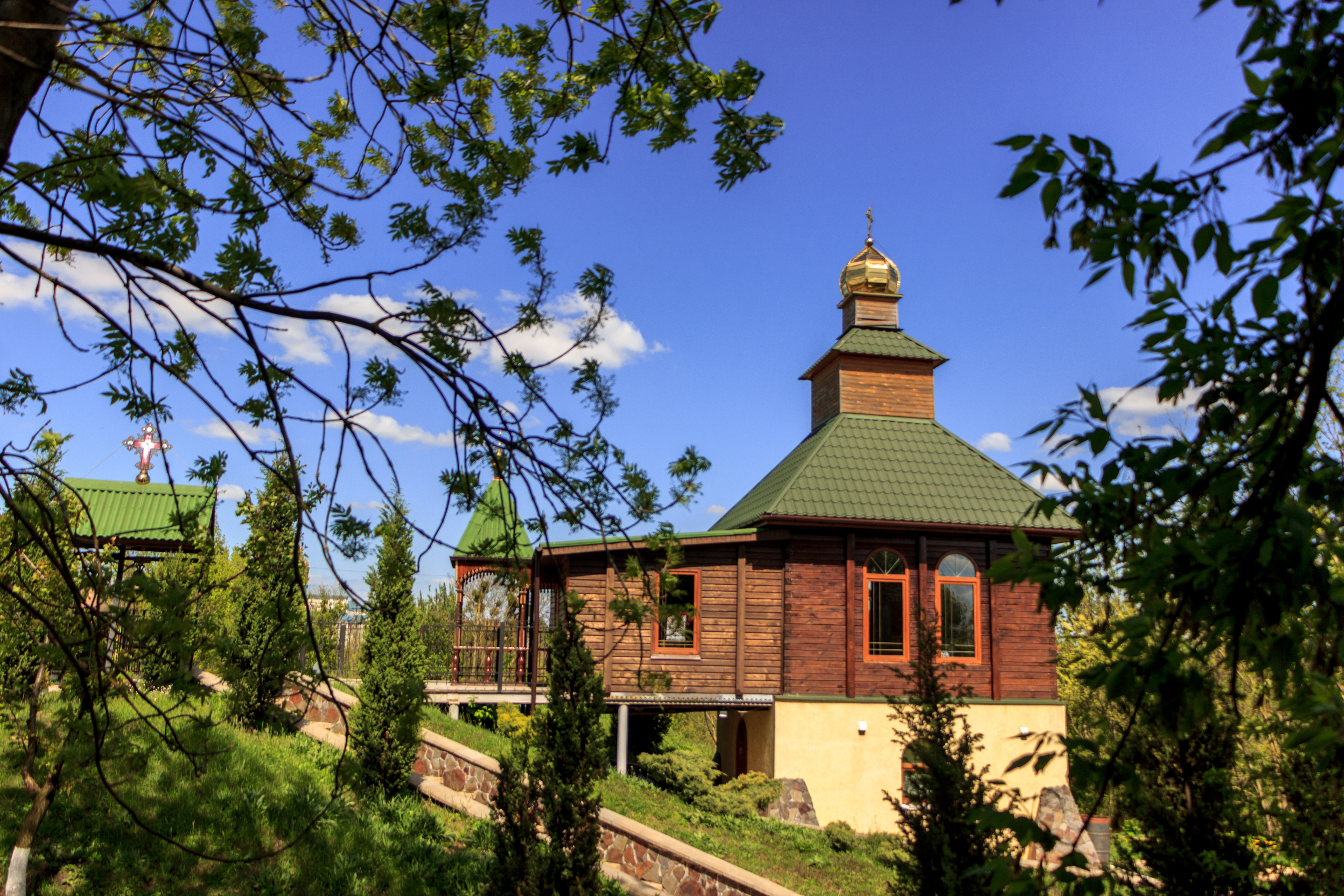
Свято-Духівський скит с. Жидичин
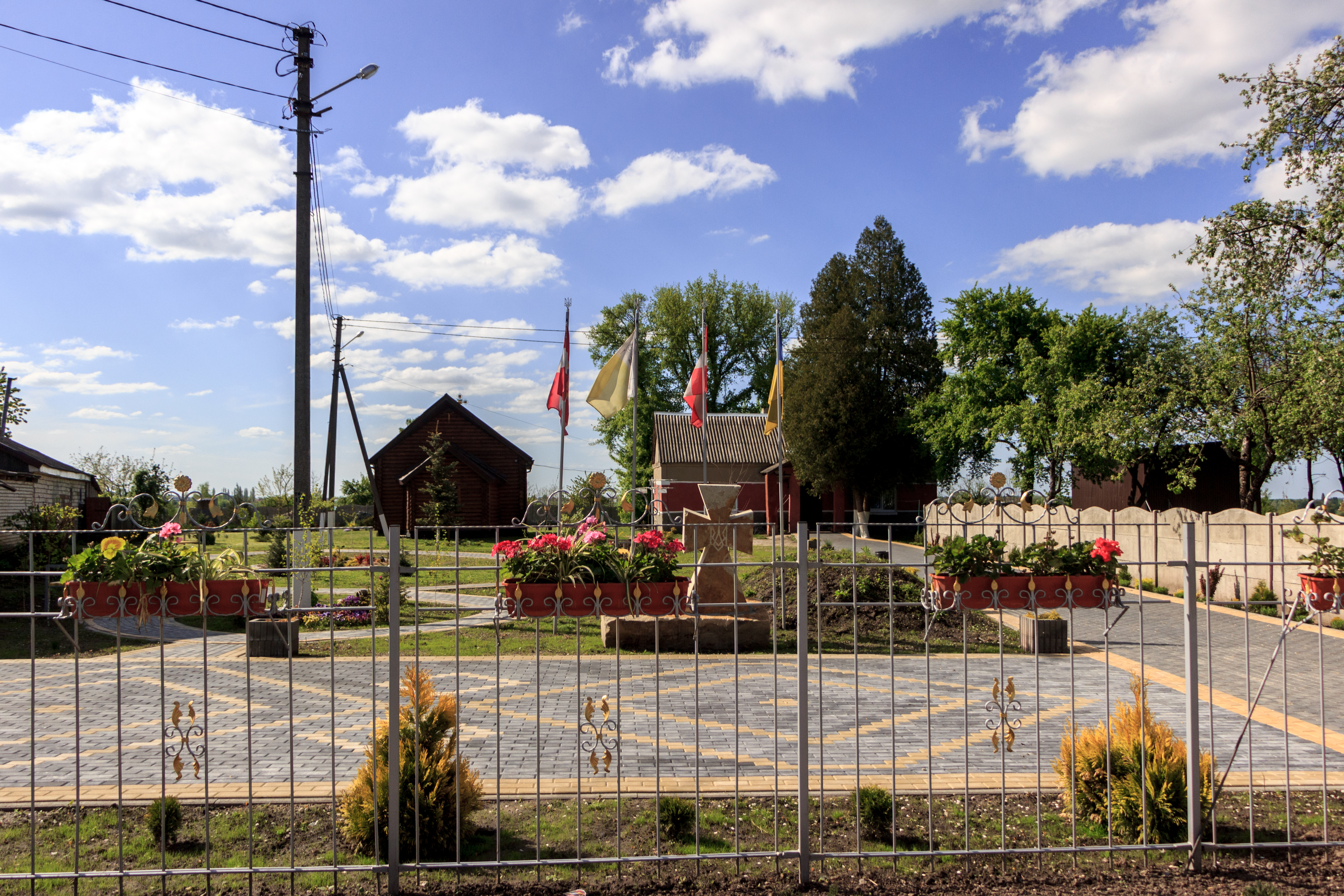
Петро-Павлівський жіночий скит с. Липляни
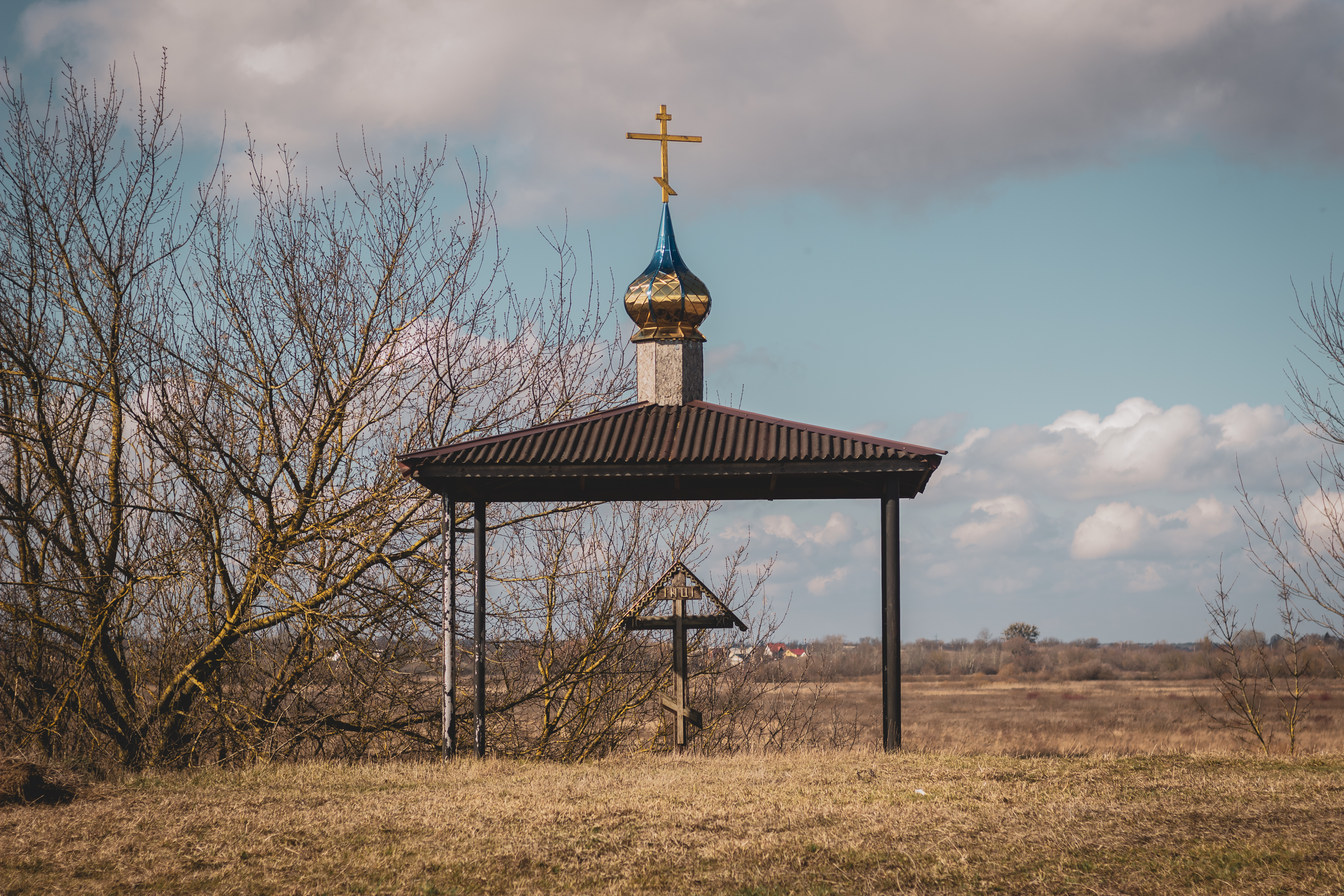
Скит ікони Божої Матері «Живоносне Джерело»

## Архітектурний комплекс монастиря
Архітектурний комплекс монастиря сформувався на початку XVIII ст. Він включає в себе муровані споруди, які на відміну від дерев'яних, збереглися до нашого часу. Це — церква святителя Миколая та дзвіниця, збудовані 1723 року, а також архієрейські палати, зведені як будівля келій наприкінці XVIII ст.
Церква має форму тринавної базиліки з апсидою та розташованим із заходу входом, прикрашеним сегментованим бароковим фронтоном. На фронтоні дата побудови: «1723 р.» Розписи й внутрішнє оздоблення належать переважно до поч. ХХ ст. (реставрація 1913 р.).
Дзвіниця — надбрамна двоярусна є характерною пам'яткою українського бароко початку XVIII ст. В нижньому ярусі розташована парадна брама монастирського комплексу. У верхньому — власне дзвіниця. Аналогічні споруди можемо бачити у Києво-Печерській лаврі (значно багатше декоровані дзвіниці другої половини XVIII ст. на Дальніх та Ближніх печерах). Значення споруди полягає в тому, що на відміну від, скажімо, дзвіниці Корецького монастиря, дзвіниця в Жидичині не зазнала пізніших перебудов. Поблизу дзвіниці збереглися залишки оборонного валу, що оточував монастир.

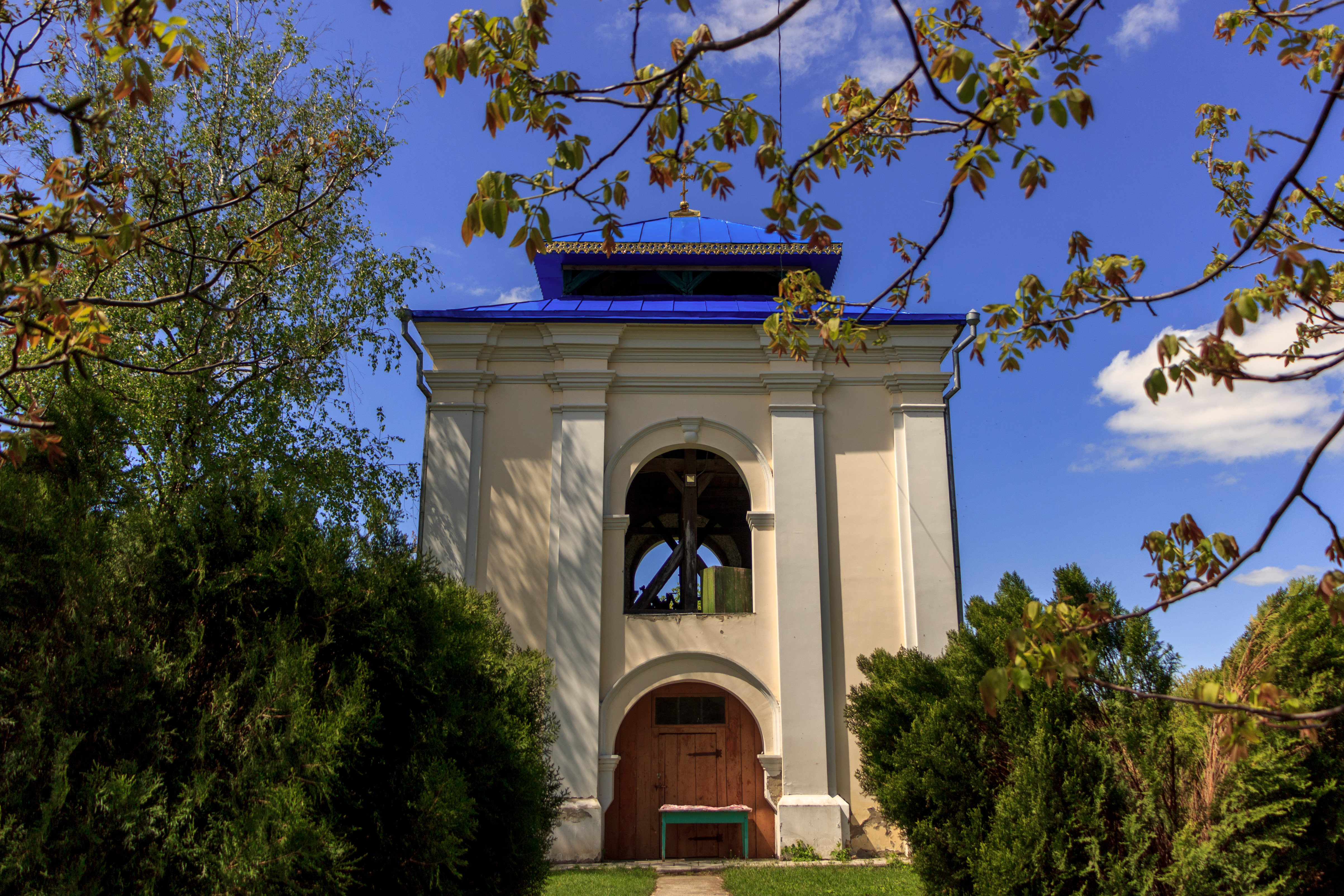
Велика дзвіниця монастиря, пам'ятка архітектури XVIII ст.
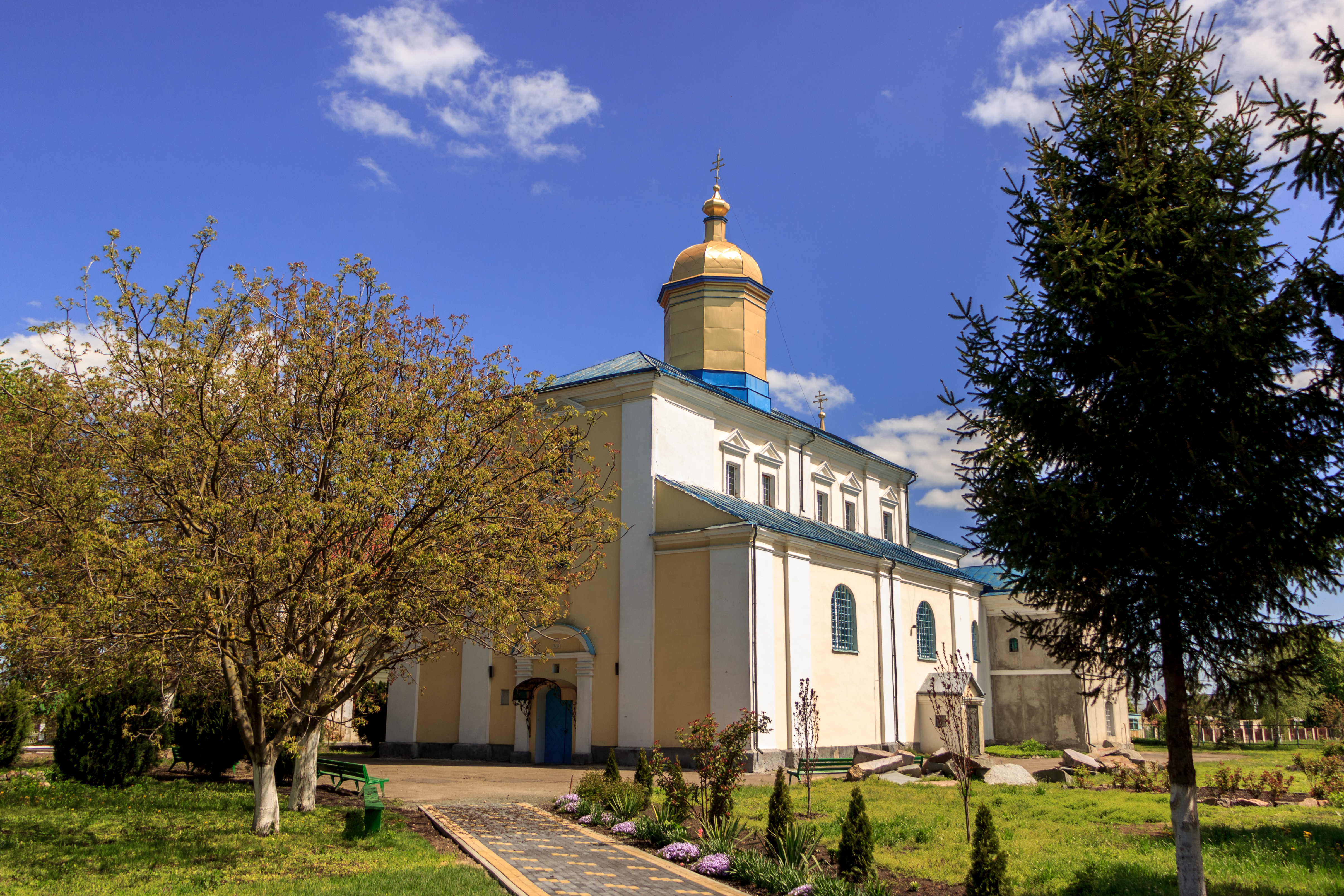
Свято-Миколаївська церква Жидичинського монастиря
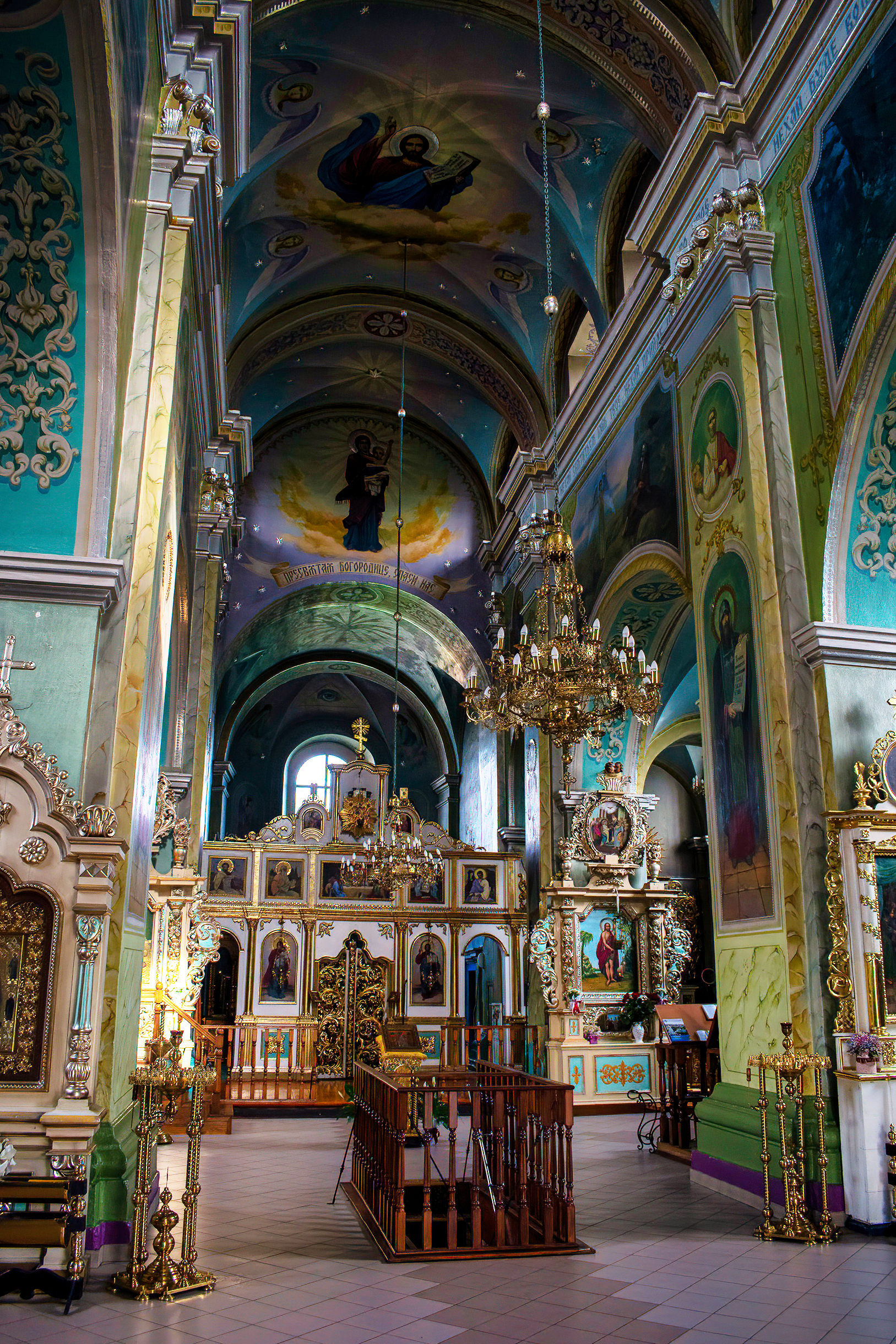
Інтер'єр церкви
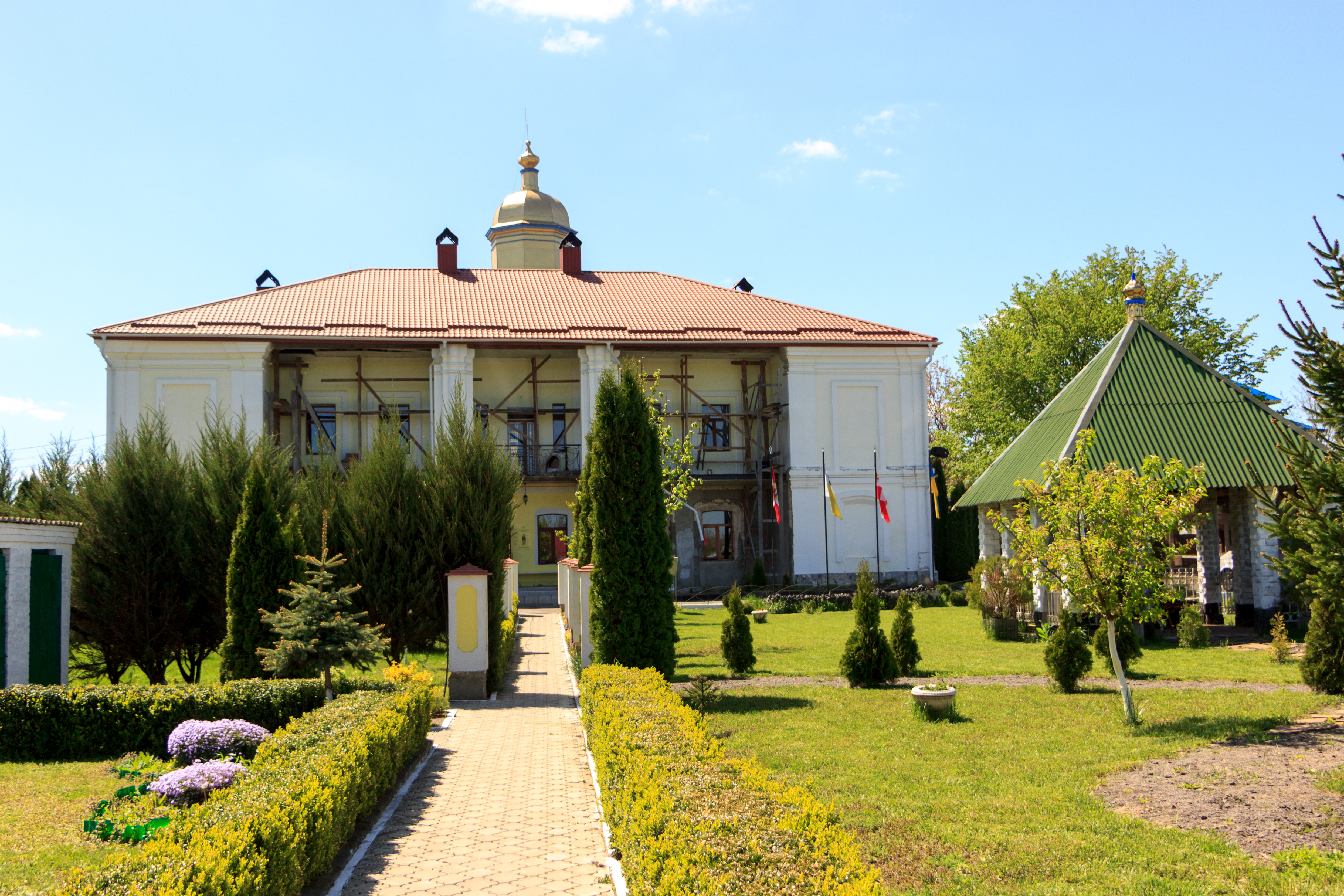
Палац Митрополита XVIII ст.